# ホンネ日和
『ホンネ日和』（ホンネびより）は、中部日本放送（CBC）が製作し、TBS系列局で放送されていた深夜のバラエティー・トーク番組。放送期間は2011年4月3日 - 2012年3月25日。放送時間は毎週日曜日23:30 - 翌0:00（JST、特別編成等で変更の場合あり）。字幕放送実施番組。

## 概要
TBS系列でのCBC制作枠は日曜23時台としては初めてではあるが、金曜14時台に放送していた『えなりかずき!そらナビ』が2010年9月に終了しローカルセールス枠に転換された経緯から、半年がかりでの枠移動でもある。
また、日曜夜のCBC制作によるTBS系列の全国ネット番組は『すばらしき仲間II』以来19年ぶりとなる。
番組は、ゲスト2人によるロケ（旅行）のVTRと、司会（MC）であるYOUと井浦新によるスタジオトークにより構成される。
ロケVTRのナレーションは中越典子が担当。
この番組は「相手を知るための二人旅」が主な趣旨であり、ゲストの2人が「旅人」となる。
ゲストのひとりが、もっと内面を知りたいと思っている相手を誘い旅行を計画。
旅先という通常とは違う環境での触れ合いや語らいを通して、普段見せることのない素の部分や本音を引き出し、相手への理解をさらに深めようとする。
司会者は、ゲストの印象やロケのVTRを見た感想などを述べ合いながら番組を進行する。
上記の通り、当番組は旅の要素が含まれる内容であり、番組開始当初、ゲスト2人によるロケは著名な観光地や温泉街などで行われた。
番組中期以降は、ロケのほとんどが東京都内のレストランやカフェ、バーなどで行われるようになり、旅の要素がほぼ無くなる。
都内で活動することの多いゲストにとって比較的立ち寄りやすい場所でのトークを中心とした内容となる。

## 放送リスト

### レギュラー放送
| 放送リスト | 放送リスト | 放送リスト                     | 放送リスト     |
| 2011年     | 2011年     | 2011年                         | 2011年         |
| 回         | 放送日     | ゲスト（旅人）                 | ロケ地         |
| ---------- | ---------- | ------------------------------ | -------------- |
| 1          | 4月3日     | 中村獅童、八嶋智人             | 静岡県         |
| 2          | 4月10日    | 辺見えみり、大竹まこと         | 神奈川県       |
| 3          | 4月17日    | 東貴博、三宅裕司               | 神奈川県       |
| 4          | 4月24日    | 後藤真希、alan                 | 熊本県         |
| 5          | 5月1日     | 内藤大助、井岡一翔             | 神奈川県       |
| 6          | 5月8日     | 野口健、若村麻由美             | 長野県         |
| 7          | 5月15日    | IMALU、大沢あかね              | 静岡県、山梨県 |
| 8          | 5月22日    | ナイツ、内海桂子               | 東京都         |
| 9          | 5月29日    | 瀬戸康史、山里亮太             | 埼玉県         |
| 10         | 6月5日     | 小森純、益若つばさ             | 兵庫県         |
| 11         | 6月12日    | hitomi、冨永愛                 | 神奈川県       |
| 12         | 6月19日    | 東国原英夫、森永卓郎           | 東京都         |
| 13         | 6月26日    | 尾木直樹、水道橋博士           | 東京都         |
| 14         | 7月3日     | 青山テルマ、木下優樹菜         | 神奈川県       |
| 15         | 7月10日    | ビビる大木、板東英二           | 東京都         |
| 16         | 7月17日    | 山口智充、大友康平             | 東京都         |
| 17         | 7月24日    | デーブ・スペクター、やくみつる | 東京都         |
| 18         | 7月31日    | 杉村太蔵、宮崎哲弥             | 東京都         |
| 19         | 8月7日     | いとうあさこ、中村うさぎ       | 東京都         |
| 20         | 8月14日    | 中山秀征、木村祐一             | 東京都         |
| 21         | 8月21日    | 高橋尚子、為末大               | 千葉県         |
| 22         | 8月28日    | 錦野旦、諸星和巳               | 東京都         |
| 23         | 9月4日     | いとうせいこう、細野晴臣       | 東京都         |
| 24         | 9月11日    | モト冬樹、中尾ミエ             | 東京都         |
| 25         | 9月18日    | 長澤まさみ、森山未來           | 東京都         |
| 26         | 9月25日    | 養老孟司、つるの剛士           | 神奈川県       |
| 27         | 10月2日    | 堺正章、藤森慎吾               | 東京都         |
| 28         | 10月9日    | 美輪明宏、江原啓之             | 東京都         |
| 29         | 10月16日   | 大杉漣、友近                   | 東京都         |
| 30         | 10月23日   | 鳥越俊太郎、テリー伊藤         | 東京都         |
| 31         | 10月30日   | 小池徹平、沢村一樹             | 東京都         |
| 32         | 11月6日    | ミッツ・マングローブ、ピーコ   | 東京都         |
| 33         | 11月13日   | 遠藤章造、野村克也             | 東京都         |
| 34         | 11月20日   | 太田光代、辻口博啓             | 神奈川県       |
| 35         | 11月27日   | 古田新太、ROLLY                | 東京都         |
| 36         | 12月4日    | 市川染五郎、青木隆治           | 東京都         |
| 37         | 12月11日   | 水無昭善、小島よしお           | 東京都         |
| 38         | 12月18日   | 松田美由紀、金子ノブアキ       | 神奈川県       |
| 2012年     |            |                                |                |
| 39         | 1月8日     | 浅野忠信、板尾創路             | 東京都         |
| 40         | 1月15日    | 田原総一朗、小倉優子           | 東京都         |
| 41         | 1月22日    | 石田純一、いしだ壱成           | 東京都         |
| 42         | 1月29日    | 阿部祐二、八代英輝             | 東京都         |
| 43         | 2月5日     | 三浦春馬、寺脇康文             | 東京都         |
| 44         | 2月12日    | 役所広司、松山ケンイチ         | 東京都         |
| 45         | 2月19日    | 瀬戸内寂聴、南果歩             | 京都府         |
| 46         | 2月26日    | あき竹城、佐藤かよ             | 青森県         |
| 47         | 3月4日     | 大竹しのぶ、久本雅美           | 東京都         |
| 48         | 3月11日    | 小椋久美子、高橋優             | 東京都         |
| 49         | 3月18日    | 竹山隆範、芹那                 | 東京都         |
| 50         | 3月25日    | 井浦新、YOU                    | 東京都         |

### スペシャル放送
- ホンネ日和 永久保存版SP（TBS：2011年12月30日 10:50 - 11:45、CBC：2012年1月2日 17:00 - 18:15）
過去のレギュラー放送の総集編
- ホンネ日和 新春先出しSP（2012年1月4日 11:20 - 11:30）
『キユーピー3分クッキング（CBC版）』ネット局で差し替え放送

## テーマ音楽
- オープニング曲
ARIANNE「Komm, süsser Tod」
- エンディング曲
高橋優「少年であれ」（第1回 - 第14回）
高橋優「誰もいない台所」（第15回 - 第50回）

## ネット局
| 放送対象地域  | 放送局                    | 系列    | 放送日時            | 備考                 |
| ------------- | ------------------------- | ------- | ------------------- | -------------------- |
| 中京広域圏    | 中部日本放送（CBC）       | TBS系列 | 日曜 23:30 - 翌0:00 | 制作局 現・CBCテレビ |
| 北海道        | 北海道放送（HBC）         | TBS系列 | 日曜 23:30 - 翌0:00 | 同時ネット           |
| 青森県        | 青森テレビ（ATV）         | TBS系列 | 日曜 23:30 - 翌0:00 | 同時ネット           |
| 岩手県        | IBC岩手放送（IBC）        | TBS系列 | 日曜 23:30 - 翌0:00 | 同時ネット           |
| 宮城県        | 東北放送（TBC）           | TBS系列 | 日曜 23:30 - 翌0:00 | 同時ネット           |
| 山形県        | テレビユー山形（TUY）     | TBS系列 | 日曜 23:30 - 翌0:00 | 同時ネット           |
| 福島県        | テレビユー福島（TUF）     | TBS系列 | 日曜 23:30 - 翌0:00 | 同時ネット           |
| 関東広域圏    | TBSテレビ（TBS）          | TBS系列 | 日曜 23:30 - 翌0:00 | 同時ネット           |
| 山梨県        | テレビ山梨（UTY）         | TBS系列 | 日曜 23:30 - 翌0:00 | 同時ネット           |
| 新潟県        | 新潟放送（BSN）           | TBS系列 | 日曜 23:30 - 翌0:00 | 同時ネット           |
| 長野県        | 信越放送（SBC）           | TBS系列 | 日曜 23:30 - 翌0:00 | 同時ネット           |
| 静岡県        | 静岡放送（SBS）           | TBS系列 | 日曜 23:30 - 翌0:00 | 同時ネット           |
| 富山県        | チューリップテレビ（TUT） | TBS系列 | 日曜 23:30 - 翌0:00 | 同時ネット           |
| 石川県        | 北陸放送（MRO）           | TBS系列 | 日曜 23:30 - 翌0:00 | 同時ネット           |
| 近畿広域圏    | 毎日放送（MBS）           | TBS系列 | 日曜 23:30 - 翌0:00 | 同時ネット           |
| 鳥取県 島根県 | 山陰放送（BSS）           | TBS系列 | 日曜 23:30 - 翌0:00 | 同時ネット           |
| 岡山県 香川県 | 山陽放送（RSK）           | TBS系列 | 日曜 23:30 - 翌0:00 | 同時ネット           |
| 広島県        | 中国放送（RCC）           | TBS系列 | 日曜 23:30 - 翌0:00 | 同時ネット           |
| 山口県        | テレビ山口（tys）         | TBS系列 | 日曜 23:30 - 翌0:00 | 同時ネット           |
| 愛媛県        | あいテレビ（ITV）         | TBS系列 | 日曜 23:30 - 翌0:00 | 同時ネット           |
| 高知県        | テレビ高知（KUTV）        | TBS系列 | 日曜 23:30 - 翌0:00 | 同時ネット           |
| 福岡県        | RKB毎日放送（RKB）        | TBS系列 | 日曜 23:30 - 翌0:00 | 同時ネット           |
| 長崎県        | 長崎放送（NBC）           | TBS系列 | 日曜 23:30 - 翌0:00 | 同時ネット           |
| 熊本県        | 熊本放送（RKK）           | TBS系列 | 日曜 23:30 - 翌0:00 | 同時ネット           |
| 大分県        | 大分放送（OBS）           | TBS系列 | 日曜 23:30 - 翌0:00 | 同時ネット           |
| 宮崎県        | 宮崎放送（MRT）           | TBS系列 | 日曜 23:30 - 翌0:00 | 同時ネット           |
| 鹿児島県      | 南日本放送（MBC）         | TBS系列 | 日曜 23:30 - 翌0:00 | 同時ネット           |
| 沖縄県        | 琉球放送（RBC）           | TBS系列 | 日曜 23:30 - 翌0:00 | 同時ネット           |

## スタッフ
- 構成：間マサムネ、ゴウヒデキ、大橋和宏、
- TP：勝屋一朗
- TD：保泉達也
- ST-CAM：平間隆啓
- LOC-CAM：岡本優
- VE：山田由香
- MIX：林田郡士
- LD：香川和代
- 編集：太田健二
- MA：船木優
- 音響効果：安原裕人
- CG：角谷暢隆
- 美術：坪田幸之、森健彦
- メイク：清水惇子
- 協力：プログレッソ、フジアール、styleSTYLE、東京タワースタジオ、e-naスタジオ、シーエスツーデザイン
- 編成：磯貝満昭
- web：湯澤巧、田中義弘
- 番宣：大羽秀樹、神尾純子
- AD：福原功介、漆畑由美、福田真実子、三代徹也、熱海里恵
- ディレクター：吉本竜二、河野幸信、北山友亮、花輪和伯、山本真乃介
- AP：長谷川三芳、辻安恵
- プロデューサー：稲垣邦広、今泉昌也、柴田昇、柳橋弘紀
- 制作協力：テイクシステムズ
- 製作著作：CBC